# Nhóm chị em
Một nhóm chị em hoặc đơn vị chị em hay loài tương cận là một thuật ngữ phân loại học để chỉ những họ hàng gần nhất của một đơn vị trong cây phát sinh chủng loại. Điều này có thể được biểu thị dễ dàng nhất bằng A, B, C, mỗi chữ đại diện cho một nhóm:
|  | \| \| A \| \| \| \| \| \| B \| \| \| \| |
|  |                                         |
|  | C                                       |
|  |                                         |
|  | A                                       |
|  |                                         |
|  | B                                       |
|  |                                         |

|  | A |
|  |   |
|  | B |
|  |   |

Nhóm chị em của A là B; ngược lại, nhóm chị em của B là A. Nhóm A và B, cùng với tất cả những hậu duệ của tổ tiên chung cuối cùng của chúng, tạo thành một nhánh, ở đây là nhánh AB; nhóm chị em của AB là C. Toàn nhóm ABC lại có gốc (nghĩa là phân nhánh từ) tại một cây lớn hơn. Theo mỗi cấp bậc trong nhánh học, A, B, và C có thể đại diện cho các mẫu vật, loài, nhóm phân loại, vân vân. Trong trường hợp đại diện cho loài, thuật ngữ loài chị em thường được dùng.
"Nhóm chị em" được dùng trong phân loại phát sinh loài; chỉ những nhóm nằm cạnh nhau trong cây phát sinh chủng loại mới được xem là nhóm chị em. Trong phân tích chim, nhóm chị em của chúng thường được xem là cá sấu; nhưng điều này chỉ đúng với đơn vị phân loại còn tồn tại. Cây gia đình của chim xuất phát từ khủng long, nghĩa là nhiều hoặc một số nhóm tuyệt chủng đã tách nhánh trước khi đến được tổ tiên chung cuối cùng giữa chim và cá sấu.